# Lecteur de DVD
Pour les articles homonymes, voir Platine (homonymie).
 (juillet 2016).
Si vous disposez d'ouvrages ou d'articles de référence ou si vous connaissez des sites web de qualité traitant du thème abordé ici, merci de compléter l'article en donnant les références utiles à sa vérifiabilité et en les liant à la section « Notes et références ».

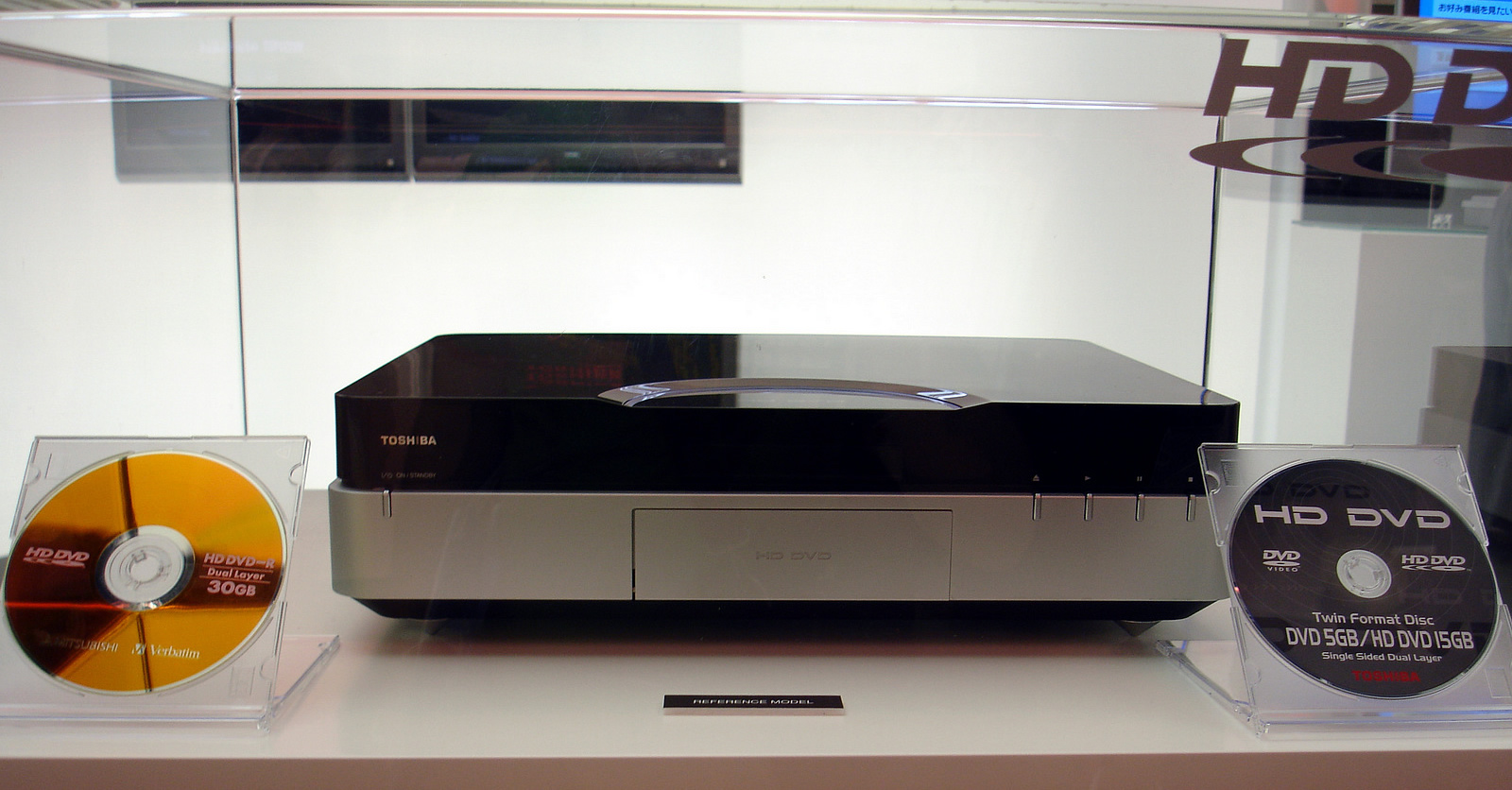
Toshiba HBS A 001 DVDplayer.

Un lecteur de DVD (ou lecteur DVD) est un lecteur de disque optique utilisé pour exploiter les données numériques stockées sur des DVD et/ou disque Blu-Ray. L'arrivée du DVD Vidéo (Digital Versatile Disc) a donc révolutionné ce petit monde, qui est apparu en 1997 aux États-Unis en 1998 en Europe notamment en France. Le disque Blu-Ray est apparu pour la première fois quant à lui en 2006.
La plupart des lecteurs de DVD savent lire plusieurs formats de disques optiques :  
- CD,
- Disque Blu-Ray
- DVD réinscriptibles (DVD-R, DVD+R, DVD-RW, DVD+RW, etc.).

## Platines de salon
Les lecteurs de DVD peuvent être utilisés au salon pour en restituer le contenu vidéo. Ils sont alors reliés à un téléviseur par prise Péritel, S-Vidéo, RCA ou HDMI, et à un système d'amplification audio par des sorties audio analogiques ou par un câble optique de type S/PDIF, pour bénéficier du son numérique.
Les platines DVD de salon sont aussi capables de lire les CD de type audio, voire VCD / SVCD et, pour les plus récentes, des CD et des DVD de données contenant des fichiers multimédias sous divers formats (en particulier le MP3 pour la musique, le JPEG pour les photos, et le DivX pour la vidéo).

## Informatique
En informatique, les lecteurs de DVD sont des périphériques d'entrée d'un ordinateur. Ils peuvent être internes, c'est-à-dire intégrés au boîtier, ou externes, installés dans leur propre boîtier et reliés à l'ordinateur par connecteur USB ou FireWire, et alimentés en électricité par le secteur.

## Lecteurs portables
Il existe aussi des lecteurs de DVD portables, munis d'un écran LCD compact (généralement entre 5 et 10 pouces de diagonale). Les fonctionnalités possibles sont les mêmes que celles des platines de salon.
Certains lecteurs portables sont spécialement prévus pour la voiture, pouvant être sanglés à l'appui-tête du conducteur ou du passager avant, sur la face arrière, pour être visionnés par un passager arrière. Ils peuvent être alimentés par l'allume-cigare.
Enfin, certains autoradios sont capables de lire les DVD, avec un écran placé au niveau du tableau de bord, ou directement intégré dans les appuis-tête.